# Bilal Zaman
Bilal Zaman (* 1984 oder 1985 in Peschawar) ist ein ehemaliger pakistanischer Squashspieler.

## Karriere
Bilal Zaman spielte von 2004 bis 2008 auf der PSA World Tour und gewann auf dieser einen Titel. Seine höchste Platzierung in der Weltrangliste erreichte er mit Rang 95 im Juni 2007. 2008 erreichte er bei den Asienmeisterschaften im Einzel das Viertelfinale, im selben Jahr belegte er mit der pakistanischen Nationalmannschaft nach einer Halbfinalniederlage gegen Kuwait den dritten Platz.

## Erfolge
- Gewonnene PSA-Titel: 1